# NGC 5412
NGC 5412 је елиптична галаксија у сазвежђу Мали медвед која се налази на NGC листи објеката дубоког неба.
Деклинација објекта је + 73° 37' 2" а ректасцензија 13h 57m 13,4s. Привидна величина (магнитуда) објекта NGC 5412 износи 13,9 а фотографска магнитуда 14,9. NGC 5412 је још познат и под ознакама UGC 8905, CGCG 336-33, NPM1G +73.0098, PGC 49644.